# Řendějov
Řendějov är en ort i Tjeckien. Den ligger i regionen Mellersta Böhmen, i den centrala delen av landet, 60 km sydost om huvudstaden Prag. Řendějov ligger 463 meter över havet och antalet invånare är 252.
Terrängen runt Řendějov är huvudsakligen platt, men västerut är den kuperad. Runt Řendějov är det ganska glesbefolkat, med 29 invånare per kvadratkilometer. Närmaste större samhälle är Zruč nad Sázavou, 3,6 km sydost om Řendějov. Omgivningarna runt Řendějov är en mosaik av jordbruksmark och naturlig växtlighet.